# Гарбуз Василь Степанович
Василь Степанович Гарбу́з (нар. 11 лютого 1882, Малі Будища — пом. 25 листопада 1972, Ліщинівка) — український різьбяр. Майстер народного мистецтва УРСР з 1936 року, заслужений майстер народної творчості УРСР з 1962 року.

## Біографія
Народився 11 лютого 1882 року в селі Малих Будищах (тепер Полтавський район Полтавської області, Україна). Різьбярству й меблярству навчався у Прокопа і Федота Юхименків. З 1912 року працював у Полтаві у артілі «Спорт і культура»; впродовж 1930–1940 років викладав у профтехшколі.
Помер в селі Ліщинівці 25 листопада 1972 року.

## Творчість
Виготовляв:
- традиційні побутові предмети — полички, скринька (1936);
- посуд, меблі:
  - буфет за проектом В. Черченка, у співавторстві з Павлом Комашком (1912);
  - письмовий стіл (1913);
- іконостаси у містечку Нових Санжарах і селі Кишеньках (1900 — початок 1910-х років);
- круглу зооморфну пластику — «Кабанчик», «Лис», «Жаба» (1930);
- панно і пласти, дерев'яні ножі з візерунками для розрізування книжок (1930) і рельєфами на теми творів Олександра Пушкіна (1936–1937);
- посуд, прикрашений полтавським тригранно-виїмчастим різьбленням, фігурки птахів, тварин, декоративні панно й пласти, настінний календар із портретом Богдана Хмельницького (1954).

Брав участь у виставках:
- Всеросійській кустарній у Санкт-Петербурзі (бронзова медаль, 1913);
- Українського народного мистецтва у Києві (диплом 2-го ступені, 1936);
- Всесвітній виставці у Парижі (золота медаль, 1937).

Твори майстра зберігаються у Полтавському художньому і краєзнавчому музеях, Національному музеї українського народного декоративного мистецтва у Києві.